# Liste der geschützten Landschaftsbestandteile im Landkreis Northeim
Im Landkreis Northeim (im südlichen Niedersachsen) gibt es einen ausgewiesenen geschützten Landschaftsbestandteil.
| Bäume, Gehölze und Kleingewässer im Landkreis Northeim | BW | GLB NOM 00001 |  | ⊙ |  | 29. Juni 1990 |
| Legende für Geschützter Landschaftsbestandteil         |    |               |  |   |  |               |